# Radio Monte Carlo 2
Radio Monte Carlo 2, comúnmente abreviada como Monte Carlo 2 o MC 2, es una emisora de radio italiana con sede en Milán.

## Historia
La emisora inició transmisiones en febrero de 2006. La sede de la radio se encuentra en Milán, en Via Podgora 13.
Desde el 29 de enero de 2018, la mayoría de las frecuencias de MC2 se vendieron a la estación de deportes recién formada del grupo RMC Sport Network, posteriormente rebautizada como MC Sport Network. Desde el 27 de mayo de 2019, sin embargo, retomó buena parte de las frecuencias del norte de Italia y Cerdeña tras el cierre de MC Sport Network. Sin embargo, buena parte de las frecuencias que ya emitían RMC 2 se vendieron al Campus de Radio Cusano de la universidad romana.
Las frecuencias restantes se vendieron a Radio Città en enero de 2021. MC2 permaneció operativo en FM únicamente en 101.6 para el Principado de Mónaco, parte de la Riviera francesa y el extremo oeste de Liguria hasta el 18 de mayo de 2021.
A partir del 19 de mayo de 2021, MC2 abandonaría definitivamente FM para seguir estando en operaciones únicamente en plataformas satelitales y digitales; en su lugar, también en FM, llega MCR - Music Club Radio, una emisora monegasca con un formato muy similar a MC2. MCR - Music Club Radio se emite en FM en las antiguas frecuencias de MC2, algunas de las cuales habían emitido Radio Città en los últimos meses, mientras que la monegasca seguía emitiendo MC2.
El 23 de febrero de 2022 abandonó Tivùsat, permaneciendo accesible exclusivamente vía streaming.